# Agnieszka Włodarczyk

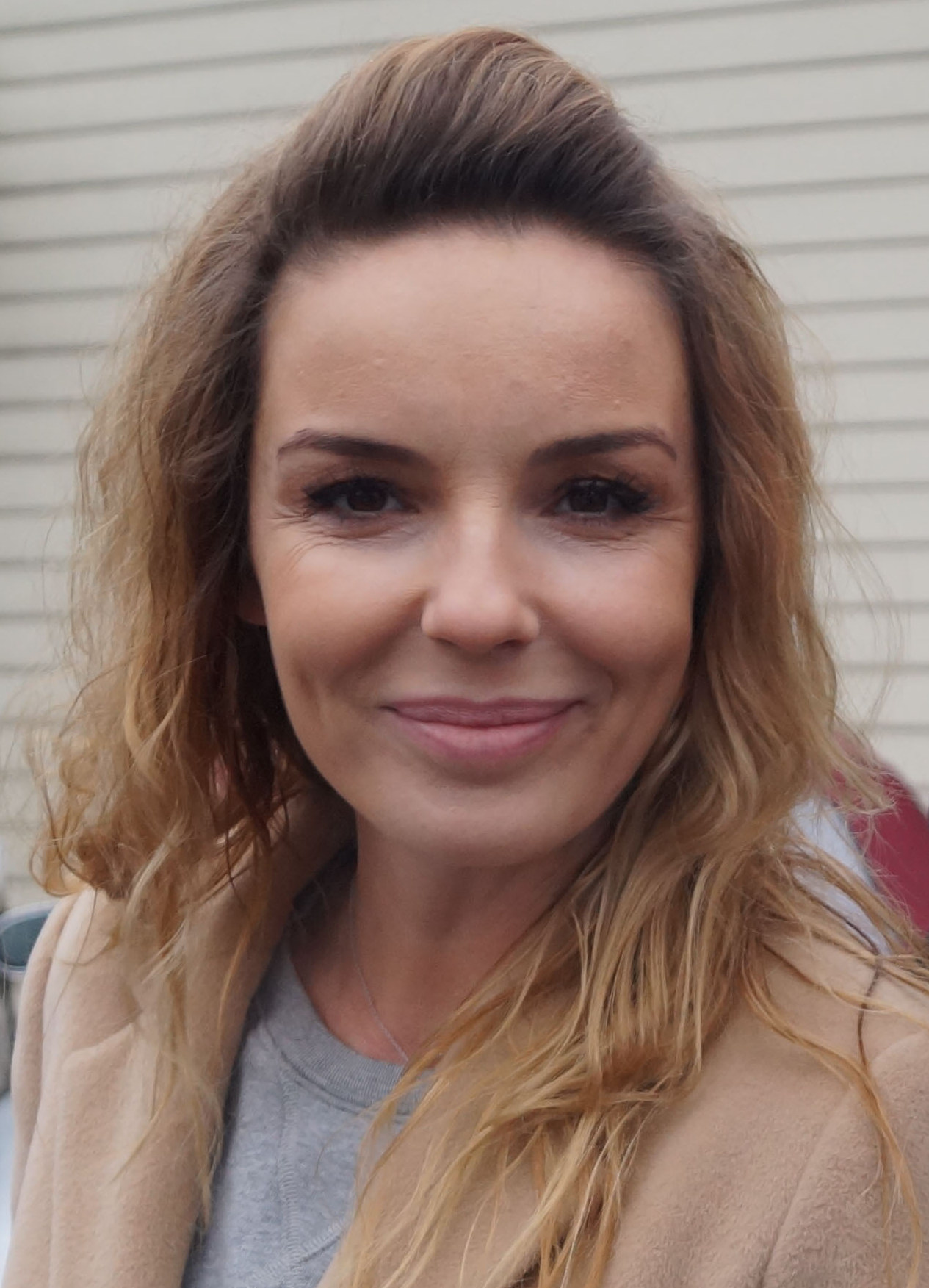
Agnieszka Włodarczyk (2017)

Agnieszka Włodarczyk (* 13. Dezember 1980 in Sławno) ist eine polnische Schauspielerin und Sängerin.

## Leben
Włodarczyks Schauspielkarriere begann 1995 mit dem Engagement an einem Warschauer Theater. Sie spielte dort in einem Stück von Janusz Józefowicz. Es folgte ein Auftritt in dem Musical Metro. Ihren Durchbruch in Polen schaffte sie 1997 mit ihrer Darstellung in dem Film Das Mädchen und der Bodyguard. Die Comedy-Serie 13 Posterunek lief ebenfalls sehr erfolgreich im polnischen Fernsehen. In der Serie Plebania spielte Wlodarczyk von 2000 bis 2009 mit.
Neben ihrer Schauspielerei ist Włodarczyk auch als Popsängerin in ihrer Heimat bekannt. Ihre erste Single veröffentlichte sie 2007. Im gleichen Jahr folgte auch ihr Debüt-Album Nie dla oka…

## Filmografie
- 1997: Das Mädchen und der Bodyguard (Sara)
- 1997–1998: 13 Posterunek (Serie)
- 1999: Pierwszy million
- 2000: Chłopaki nie płaczą
- 2001–2007: Plebania (Serie) als Weronika „Wiki“ Potoczny
- 2000: 13 Posterunek 2 (Serie)
- 2001: Zostać Miss (TV-Mini)
- 2001: Poranek kojota
- 2002: Rób swoje ryzyko jest twoje
- 2002: E=mc²
- 2002: Komedia więzienna
- 2003: Zostać Miss 2 (TV-Mini)
- 2004: Nigdy w życiu!
- 2004: Dziki (TV-Mini)
- 2004: Talki z resztą
- 2005: Dziki 2. Pojedynek (TV-Mini)
- 2006: Job, czyli ostatnia szara komórka
- 2006: My baby
- 2007: Ja wam pokażę!
- 2009: Pierwsza miłość (Serie) als Anna Bilewska

## Diskografie

### Alben
- 2007: Jak oni śpiewają (PL: Platin)[2]
- 2007: Nie dla oka… (PL: Gold)

### Singles
- 2007: Zawsze byłam
- 2008: Bez makijażu
- 2008: To On
- 2009: Czas pokaże